# Destructor Granatiere (1938)
El Granatiere va ser un dels 19 destructors classe Soldati de la Regia Marina construïts a finals de la dècada de 1930 i inicis de la de 1940. Completat a inicis de 1939, va ser un dels darrers en entrar en servei. Posteriorment serví a la Marina italiana.

## Disseny i descripció
Els destructors de classe Soldati eren versions lleugerament millorades de la classe Oriani anterior. Tenien una longitud entre perpendiculars de 101,6 metres i una longitud total de 106,7 metres. Els vaixells tenien una mànega de 10,15 metres i un calat mitjà de 3,15 metres i 4,3 metres amb càrrega profunda. El Soldatis desplaçaven 1.830–1.850 tones mètriques (1.800–1.820 tones llargues) amb càrrega normal, i 2.450–2.550 tones mètriques (2.410–2.510 tones llargues) amb càrrega profund. El seu rol durant la guerra era de 13 oficials i 202 sotsoficials i mariners.
El Granatiere estava accionat per dues turbines de vapor d'engranatge Belluzzo, cadascuna impulsava un eix d'hèlix utilitzant vapor subministrat per tres calderes Yarrow. Dissenyats per a una potència màxima de 48.000 cavalls de potència (36.000 kW) i una velocitat de 34-35 nusos (63-65 km/h; 39-40 mph) en servei, els vaixells de la classe Soldati van assolir velocitats de 39-40 nusos (72–74 km/h; 45–46 mph) durant les seves proves de mar amb una càrrega lleugera. Portaven prou fuel oil per donar-los una autonomia de 2.340 milles nàutiques (4.330 km; 2.690 milles) a una velocitat de 14 nusos (26 km/h; 16 mph) i 682 nmi (1.263 km; 785 milles) a una velocitat de 34 nusos (63 km/h; 39 mph).
La bateria principal del Granatiere constava de quatre canons de 120 mil·límetres de calibre 50 en dues torretes de dos canons, una a davant i a darrere de la superestructura. En una plataforma al mig del vaixell hi havia un canó d'obús estrella de 120 mil·límetres de calibre 15. La defensa antiaèria (AA) del Soldatis era proporcionada per vuit canons Breda Model 1935 de 20 mil·límetres. Els vaixells estaven equipats amb sis tubs de torpedes de 533 mil·límetres en dos muntatges triples al mig del vaixell. Tot i que no tenien un sistema de sonar per a tasques antisubmarines, estaven equipats amb un parell de llançadors de càrrega de profunditat. Els vaixells podien portar 48 mines.

## Historial de servei

### Segona Guerra Mundial
El 1939 va fer un creuer per la costa d'Espanya.
A l'inici de la Segona Guerra Mundial va ser cap d'esquadra del XIII Esquadró de Destructors, que va formar juntament amb els germans bessons Bersagliere, Fuciliere i Alpino.
El 7 de juliol de 1940, a les 12:35, va abandonar Palerm juntament amb les unitats seccionals i la VII Divisió de Creuers (Eugenio di Savoia, Duca d'Aosta, Attendolo i Montecuccoli), per després unir-se a la resta de la II Esquadró Naval (creuer pesat  Pola, Divisions de creuers I, II i III per un total de 7 unitats i esquadrons destructors IX, X, XI i XII) que, després d'haver actuat com a força de suport a una operació de combois per a Líbia, es van incorporar a l'esquadró I i van participar en la batalla de Punta Stilo del 9 de juliol; tanmateix la VII Divisió (i amb ella la XIII Esquadra) es va unir tard a la resta de la formació italiana, amb la batalla ja en marxa, tenint així només un paper marginal en la batalla.
Entre el 30 de juliol i l'1 d'agost va oferir escorta indirecta, juntament amb l'Ascari, el Bersagliere i el Fuciliere, als creuers Pola, Zara, Fiume, Gorizia, Trento, da Barbiano, Alberto di Giussano, Eugenio di Savoia, Duca degli Abruzzi, Attendolo, Montecuccoli i als IX, XII i XV Esquadrons de Destructors per a un total d'11 unitats: dos combois a Líbia, que van veure un total de 10 vaixells mercants, 4 destructors i 12 torpediners.
Cap al migdia del 27 de novembre, va sortir de Nàpols juntament amb els cuirassats Giulio Cesare i Vittorio Veneto, la resta de la XIII Esquadra i el VII Esquadró de Destructors (Freccoa, Dardo, Saetta), participant aleshores en la inconclusa batalla del Cap Teulada.
El 8 de febrer de 1941 va sortir de La Spezia juntament amb les altres unitats de l'Esquadró XIII, l'Esquadró X (Maestrale, Grecale, Libeccio, Sirocco) i els cuirassats Vittorio Veneto, Cesare i Doria per interceptar la formació britànica que es dirigia a Gènova per bombardejar-la; l'endemà l'esquadra italiana es va incorporar a la III Divisió de Creuers (Trento, Trieste, Bolzano) que havia sortit de Messina amb els destructors Carabiniere i Corazziere, però no va aconseguir evitar el bombardeig, ni identificar els vaixells britànics.
El matí del 27 de març, va substituir, amb la resta del XIII Esquadró, el X Esquadró (Maestrale, Grecale, Libeccio, Scirocco) a l'escorta del cuirassat Vittorio Veneto, que amb diverses altres unitats – Divisions de creuers I (Zara, Pola, Fiume), III (Trento, Trieste, Bolzano) i VIII (Garibaldi i Duca degli Abruzzi), esquadrons destructors IX (Alfieri, Oriani, Gioberti, Carducci), XVI (Da Recco, Pessagno), XII (Corazziere, Carabiniere, Ascari) – destinat a participar en l'operació "Gaudo", que després va resultar en la desastrosa batalla del Cap Matapan, que va acabar amb la pèrdua de tota la 1a Divisió i els destructors Alfieri i Carducci. Durant aquesta batalla els vaixells de l'Esquadró XIII van escortar el Vittorio Veneto, danyat per un torpediner, defensant-lo amb el seu propi foc antiaeri.
Del 19 al 21 de maig, juntament amb els creuers Duca degli Abruzzi i Garibaldi i els destructors Bersagliere i Alpino, va actuar com a escorta indirecta d'un comboi a Trípoli (vaixells mercants Preussen, Sparta, Capo Orso, Castelverde i Motia, petrolers Panuco i Superga), destructors Euro, Folgore, Fulmine, Strale i Turbine);); el comboi va arribar al seu destí sense pèrdues, malgrat els atacs submarins.
El 3 de juny va salpar de Palerm per formar part, juntament amb els destructors Bersagliere, Fuciliere i Alpino i els creuers Duca degli Abruzzi i Garibaldi, com a escorta indirecta del comboi «Aquitania» (vaixells mercants Aquitania, Caffaro, Nirvo, Montello, Beatrice Costa i el petroler Pozarica, en ruta Nàpols-Trípoli escortats pels destructors Dardo, Aviere, Geniere i Camicia Nera i el torpediner Missori); el 4 de juny, mentre els vaixells es trobaven a unes vint milles de les illes Kerkennah, van ser atacats per avions que van fer diana amb el Montello, que va explotar sense deixar supervivents, i el Beatrice Costa, que, irreparablement danyat, va haver de ser abandonat i enfonsat pel Camicia Nera.
El 28 de juliol va sortir a la mar juntament amb la Bersagliere i la VIII divisió de creuers (Garibaldi i Montecuccoli) per protegir els vuit combois que navegaven entre Itàlia i Líbia; un submarí britànic va torpedinar el Garibaldi, causant-li greus danys.
El 24 de setembre de 1941, juntament amb el Bersagliere, el Fuciliere i un altre destructor adjunt a l'esquadró XIII, el Gioberti) va sortir de Nàpols juntament amb els cuirassats Vittorio Veneto i Littorio i els destructors de l'esquadró XIV (Folgore, da Recco, Pessagno) per interceptar un comboi britànic, però no van tenir èxit.
El 8 d'octubre, a les 22.20 hores, va embarcar des de Nàpols per escortar a Líbia, juntament amb el Bersagliere, el Fuciliere i l'Alpino (posteriorment s'hi van unir l'antic torpediner Cascino procedent de Trapani), el comboi «Giulia», format pel petrolier Proserpina . i els transports Giulia, Bainsizza, Nirvo, Zena i Casaregis ; el Bainsizza i el Nirvo, atrapats en avaries, però van haver de reparar a Trapani mentre el 12 d'octubre, a les 22.25, els torpediners britànics del 830è Esquadró van atacar el comboi i van enfonsar Zena i Casaregis (respectivament a 34°52' N - 12°22' E i 34°10' N - 12°38' E): el comboi «Giulia» va ser el primer comboi víctima dels desxiframents realitzats per l'organització ULTRA.
La matinada del 8 de novembre de 1941, el Granatiere va sortir de Messina juntament amb la III Divisió (Trento i Trieste) i els destructors Alpino, Fuciliere i Bersagliere per fer d'escorta indirecta del comboi «Duisburg»: aquest comboi, format pels transports Duisburg, San Marco, Sagitta, Maria, Rina Corrado, Conte di Misurata i Minatitlan (amb un total de 34.473 t de subministraments a bord, 389 vehicles, 243 homes) va ser dirigit a Trípoli amb l'escorta dels destructors Maestrale, Grecale, Libeccio, Fulmine, Euro i Alfredo Oriani A la nit següent, el comboi va ser atacat i destruït per la Force K britànica (creuers lleugers Aurora i Penelope i destructors Lance i Lively): tots els mercants i el Fulmine van ser enfonsats, mentre que el Grecale va informar de greus danys. El Granatiere no va participar en la lluita.
El 21 de novembre de 1941 va sortir a la mar per escoltar a Messina, juntament amb el creuer lleuger Garibaldi, els destructors Vivaldi, da Noli, Alpino, Fuciliere, Corazziere i Carabiniere i el torpediner Perseo, el creuer lleuger Duca degli Abruzzi, molt danyat. per torpediners durant una missió d'escorta indirecta a dos combois cap a Líbia.
A les 17.40 del 13 de desembre va sortir de Tàrent juntament amb els cuirassats Littorio i Vittorio Veneto, els tres destructors seccionals i els torpediners Centauro i Clio (formació reforçada posteriorment amb l'enviament dels destructors Vivaldi, Malocello, da Recco, da Noli i Zeno) per servir com a força de cobertura de l'operació «M 41» (tres combois per a Líbia formats per 6 vaixells mercants, 5 destructors i un vaixell torpediner), que, tanmateix, es va veure afectat per atacs submarins, que van enfonsar dos transports (el Fabio Filzi i el Carlo del Greco) i va danyar seriosament el cuirassat Vittorio Veneto.
El 16 de desembre, juntament amb els cuirassats Andrea Doria, Giulio Cesare i Littorio, els creuers pesats Trento i Gorizia i els destructors Bersagliere, Maestrale, Fuciliere, Alpino, Corazziere, Carabiniere, Oriani, Gioberti i Usodimare, va formar part de la força de suport. en l'operació de combois per a Líbia «M 42» (dos combois formats per vaixells mercants Monginevro, Nàpols, Ankarai Vettor Pisani escortat pels destructors Saetta, Da Recco, Vivaldi, Da Noli, Malocello, Pessagno i Zeno, tots dos van sortir de Tàrent i es van dirigir a Bengasi –Ankara i Saetta– i Trípoli –les altres unitats–); els vaixells van arribar al seu destí indemnes el dia 18, mentre que el grup de suport va participar en un enfrontament poc concloent amb una formació britànica que va prendre el nom de la primera batalla de Sirte, en la qual tanmateix el Granatiere no va tenir un paper especial.[22]. Després del final de la batalla, cap a les 6 de la matinada del 18 de desembre, el Granatiere, mentre maniobrava a gran velocitat, va xocar amb el Corazziere: ambdós vaixells van tenir baixes (al Granatiere hi havia, segons les fonts, entre 3 a 20 morts) i danys molt greus amb la retirada recíproca de la proa, havent de tornar remolcat a Navarino, on, després de les primeres reparacions, va continuar fins a Tàrent.
Els treballs posteriors de reparació i reconstrucció de la proa van ser molt llargs, i van durar fins al setembre de 1942. Durant aquests treballs, el Granatiere també va patir modificacions com l'eliminació de la peça il·luminadora i l'embarcament de 4 metralladores de 20 mm.
A les 22.15 del 15 de novembre, el Granatiere i el Bersagliere van sortir de Tàrent per escortar el gran i modern petrolier Giulio Giordani : va ser l'últim vaixell cisterna enviat a Líbia, amb una càrrega vital de 7400 tones de carburant i 35 tones de lubricants. A les vuit del vespre del 17 de novembre, els torpediners britànics, informats per l'organització ULTRA, van atacar el comboi al nord de Misrata: EL Granatieres i EL Bersaglieres van intentar dissimular el gran vaixell cisterna Amb cortines de fum, però dos torpedes el van colpejar convertint-lo en una teia. El Granatiere va enviar el següent missatge a la base "Petrolier torpedinat s'està enfonsant, em quedo a la zona per recuperar supervivents fins a l'alba " a la qual cosa la Supermarina va respondre "Intenteu per tots els mitjans rescatar el petrolier. Si s'enfonsa, després de recuperar els nàufrags, dirigiu-vos a Messina per la ruta est-oest segons les condicions del mar. Cap possibilitat de subministrar Trípoli". Després d'intents inútils de rescatar el vaixell, els dos destructors no van tenir més remei que recollir els supervivents i tornar a la base
El 22 de març de 1943, el Granatiere va ser colpejat i greument danyat durant un fort bombardeig aeri nord-americà de Palerm: 42 membres de la tripulació del vaixell van morir, mentre que altres 24 van resultar ferits.
En els treballs de reparació i modificació posteriors va rebre 2 metralladores més de 37/54 mm en lloc del complex llançatorpedes de popa ; també es va embarcar un ecogoniòmetre.
Quan es va proclamar l'armistici el 8 de setembre de 1943, el vaixell encara treballava a l' arsenal de Tàrent; va tornar al servei només el 15 d'octubre del mateix any.
Durant el conflicte contra els Aliats, el Granatiere havia realitzat 124 missions de guerra, recorrent 47.000 milles.
Durant la cobel·ligerància, la unitat va ser emprada en l'entrenament de bombardeig costaner i en missions d'escorta i transport de tropes a les rutes nord-africanes i pel Mar Roig.
El 2 de maig de 1944 va participar, juntament amb el destructor Oriani, en un combat contra els vaixells torpediners de motor alemanys en aigües albaneses [27] .
El 27 i el 28 de desembre de 1944 va rescatar el vapor iugoslau Kumanov a l'estret de Sicília.

### La postguerra i servei a la Marina Militare
Després de la guerra s'incorporà a la Marina, amb l'entrada d'Itàlia a l'OTAN se li va assignar el número de gallardet D 550 en substitució de l'antic codi d'identificació GN que l'havia distingit fins aleshores.
La unitat va ser modernitzada diverses vegades primer el 1948-1949 i després, de manera més exhaustiva, el 1953-1954, sent reclassificat com a fragata en l'última part de la seva vida operativa.
El 9 de maig de 1946, el vaixell va escortar el creuer Duca degli Abruzzi en el seu viatge de Nàpols a Alexandria a Egipte. El rei Víctor Manuel III i la reina Helena estaven a bord del Duca degli Abruzzi. Vittorio Emanuele havia abdicat el mateix dia a Nàpols en favor del seu fill Umbert decidint de seguida marxar a l'exili voluntari.
El 26 d'octubre de 1954 el vaixell va assistir al retorn de Trieste a Itàlia, juntament amb el creuer Duca degli Abruzzi i els destructors  Artigliere i Grecale, que va ser la primera unitat de l'Armada que va entrar al port de Trieste, amb multituds animades a bord de la marina. unitats per mostrar la gran alegria de les tripulacions pel retorn a Itàlia.
L'any 1958 el Granatiere va ser posat en reserva, després desarmat i aturat durant el mateix any.
Va ser desballestat l'any 1960.
Aleshores el nom va ser heretat per una patrullera d'esquadra de la classe Soldati, que va entrar en servei l'any 1996 i va ser donada de baixa el 20 de setembre de 2015.

## Comandants
- Capitano di vascello Gerardo Galata' (1 de febrer de 1939 - 14 de juliol de 1940)
- Capitano di vascello Vittorio De Pace (15 de juliol de 1940 - octubre de 1941)
- Capitano di vascello Ferrante Capponi (octubre - 18 desembre de 1941)
- Capitano di fregata Agostino Calosi (gener - setembre de 1942)
- Capitano di fregata Giuseppe Gregorio (setembre de 1942 - agost de 1943)
- Capitano di fregata Marcello Pucci Boncambi (agost - desembre de 1943)